# Candid camera
La candid camera è un genere televisivo simile al cinema verità, che consiste nel filmare, a loro insaputa, dei soggetti in varie situazioni, a volte preordinate e provocate, perlopiù con intento comico.
Prende il nome dall'omonima piccola macchina fotografica (in inglese candid camera, letteralmente "macchina fotografica spontanea") che veniva inizialmente utilizzata per riprendere i soggetti non in posa, in modo rapido e veloce.

## Descrizione
La tecnica prevede che l'operatore riprenda dei soggetti a loro insaputa, mantenendo nascoste sia la cinepresa o la telecamera, sia gli eventuali microfoni. Se è vero che la candid camera offre la possibilità di orchestrare sketch divertenti, mostrando le reazioni naturali del soggetto ripreso a ciò che non sa essere uno scherzo, è pure vero che l'aspetto umoristico non è che una delle molte possibilità che la tecnica offre. La candid camera, infatti, è stata largamente utilizzata nel cinema underground degli anni 1950 con l'intento di documentare i comportamenti spontanei delle persone: ne è esempio il lungometraggio USA del 1953 Il piccolo fuggitivo (Little Fugitive) nel quale la ripresa segue le vicende di un bambino smarritosi nella spiaggia di Coney Island o l'inchiesta di costume girata in Italia nel 1962 da Luciano Emmer dal titolo Noi e l’automobile.
La tecnica permette anche di imbastire situazioni provocatorie con l'intento di approfondire dal punto di vista sociale il comportamento di alcuni involontari protagonisti incappati in situazioni inusuali, il più delle volte appositamente organizzate; tale modalità di utilizzo, tuttavia, ben facilmente può trascendere dall'osservazione di costume al mero umorismo. Negli anni 1980 la formula è rifiorita, grazie alla riduzione dei costi assicurata dall'utilizzo della telecamera, diffusasi in questo periodo al posto della più costosa cinepresa. I programmi televisivi, spesso, mettono in onda antologie di sketch moderni alternati a quelli più datati; la brevità delle gag e la rapidità del montaggio, in questo caso, non permettono approfondimenti sociologici e si limitano all'aspetto comico delle situazioni.
In ultimo, la minuziosa preparazione di scherzi orchestrati ai danni di personaggi famosi, ripresi durante la burla, costituisce la più recente evoluzione della candid camera; ne è un esempio il programma televisivo Scherzi a parte. La necessità di spingere la  situazione comica fino al suo estremo limite, spesso sfocia nel "sadismo" sollecitando lo spettatore a deridere il soggetto e il suo disagio orchestrando scherzi al limite del buon gusto. In alcuni casi lo sketch viene organizzato con la connivenza delle stesse vittime che così acquistano visibilità mediatica.
Gli sketch della candid camera si basano su cinque rodati meccanismi, ideati da Allen Funt e da questi utilizzati in tutte le sue trasmissioni:
1. il sovvertimento di normali procedure;
2. mettere in evidenza alcune debolezze umane come l'ignoranza o la vanità;
3. il soddisfacimento di fantasie ricorrenti;
4. la sorpresa;
5. l'inserimento di un elemento fuori posto o bizzarro in una situazione altrimenti comune.

## Storia
Il genere televisivo si sviluppa a partire dall'omonimo programma televisivo statunitense ideato da Allen Funt e trasmesso a partire dal 1949 su varie reti televisive tra cui la NBC e la CBS; il programma è la naturale evoluzione televisiva del programma radiofonico Candid Microphone del 1947, portato in teatro e in televisione nel 1948 con lo stesso titolo, successivamente evolutosi dall'audio al video. Il programma Candid Camera debutta il 29 maggio del 1949 sul canale televisivo NBC con lo sketch "L'indice Dow Jones arriva a 200" (Dow Jones Index reaches 200).
Gli sketch sceneggiati da Funt e ripresi per il programma, della durata media di cinque minuti, mettevano in evidenza le debolezze della natura umana e le stranezze della gente comune: le gag e le situazioni preparate, si basavano su meccanismi standard che erano stati consolidati nel corso degli anni.

## Filmografia parziale
- Candid Camera (1948-2014) - programma TV statunitense
- Specchio segreto (Programma Nazionale, 1964, 1977) - programma TV italiano
- Candid Camera (Italia 1, 1987-2008) - programma TV italiano
- Scherzi a parte (Italia 1, Canale 5, 1992-in corso) - programma TV italiano
- Occhio allo specchio! (Canale 5, 1992) - programma TV italiano
- Deal With It - Stai al gioco (NOVE, 2019-2022) - programma TV italiano